# ドストンベク・ハムダモフ
ドストンベク・フルシド・オルリ・ハムダノフ（ウズベク語: Dostonbek Khurshid o'g'li Khamdanov, Достонбек Хуршид ўғли Ҳамдамов、1996年7月24日 - ）は、ウズベキスタンのサッカー選手。ウズベキスタン代表。ポジションはFW。

## クラブ歴
FCブニョドコルの下部組織出身でトップチームに昇格。2018年3月15日にロシア・プレミアリーグのFCアンジ・マハチカラに18ヶ月の契約で移籍、背番号は7番。
2019年2月15日にFCパフタコール・タシュケントに移籍。

## 代表歴
U-19代表としてAFC U-19選手権2014に出場。2015 FIFA U-20ワールドカップに出場し3得点を記録、この大会での活躍によってアジア年間最優秀若手選手賞をウズベキスタン人として初めて受賞した。その後AFC U-23選手権2016、AFC U-23選手権2018に参加した。
A代表初出場は2016年6月7日のカナダ代表との親善試合。その後AFCアジアカップ2019に出場した。2019年11月9日に行われたキルギス代表との親善試合で代表初得点。